# A Noble Was Born In Chaos
「A Noble Was Born In Chaos」（ア・ノーブル・ワズ・ボーン・イン・ケイオス）は、Versaillesの通算2枚目のシングル。2008年3月19日にSherow Artist Societyから発売された。

## 解説
Versaillesのインディーズ2枚目のシングル。Versailles主催で渋谷AXにて開催されたライヴ「Tokyo Metropolis」から会場限定でリリース。前作同様、一般流通でのリリースではないものの初のフルアルバム『NOBLE -Vampire's Chronicle-』に3曲とも収録された。

## 収録曲
1. Aristocrat's Symphony [6:17]
作詞・作曲:KAMIJO
2. SUZERAIN [4:21]
作詞:KAMIJO、作曲:HIZAKI
3. zombie [3:52]
作詞:KAMIJO、作曲:TERU

## 収録作品
- NOBLE（#1,2,3）